# 卡恩斯 (內布拉斯加州)
卡恩斯（英語：Carns）是位於美國內布拉斯加州基亞帕哈縣的鬼鎮。

## 歷史
卡恩斯的郵局於1879年設立，其後於1943年停運。

## 地理
卡恩斯所處的海拔為高於海平面571米（即1873英呎），而該地所採用的時區為UTC-6，即北美中部时区（CST）。同時該地設有夏令時間，為UTC-6調快一小時，即UTC-5（CDT）。